# Lakhimadevi
Lakhimadevi, död 1428, var regerande drottning (maharani) av kungariket Mithila i nordöstra Indien mellan 1416 och 1428. Hon räknas som den åttonde regenten ur oiniwardynastin.
Lakhimadevi var den främsta hustrun och drottningen till den hinduiska oiniwardynastins kung Shivasimha av Mithila. Hon beskrivs som insatt i rikets administrativa angelägenheter. Hon var verksam som poet, och räknas som en av de notabla Vibhutis-poeterna i Mithilaregionen, och har som sådan ibland kallats regionens Mahakavi. 
När hennes make år 1416 tillfångatogs av mogulkejsaren lät hon utropa sig till rikets regent. Hon prisades av poeten Vidyapati, som jämförde henne med gudinnan Lakshmi.